# Bielsko-Bialskie Towarzystwo Historyczne

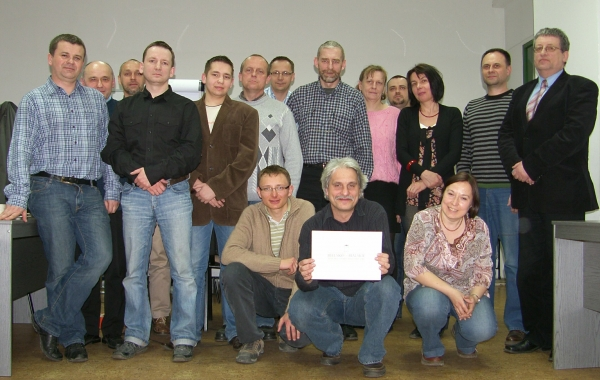
Członkowie BBTH

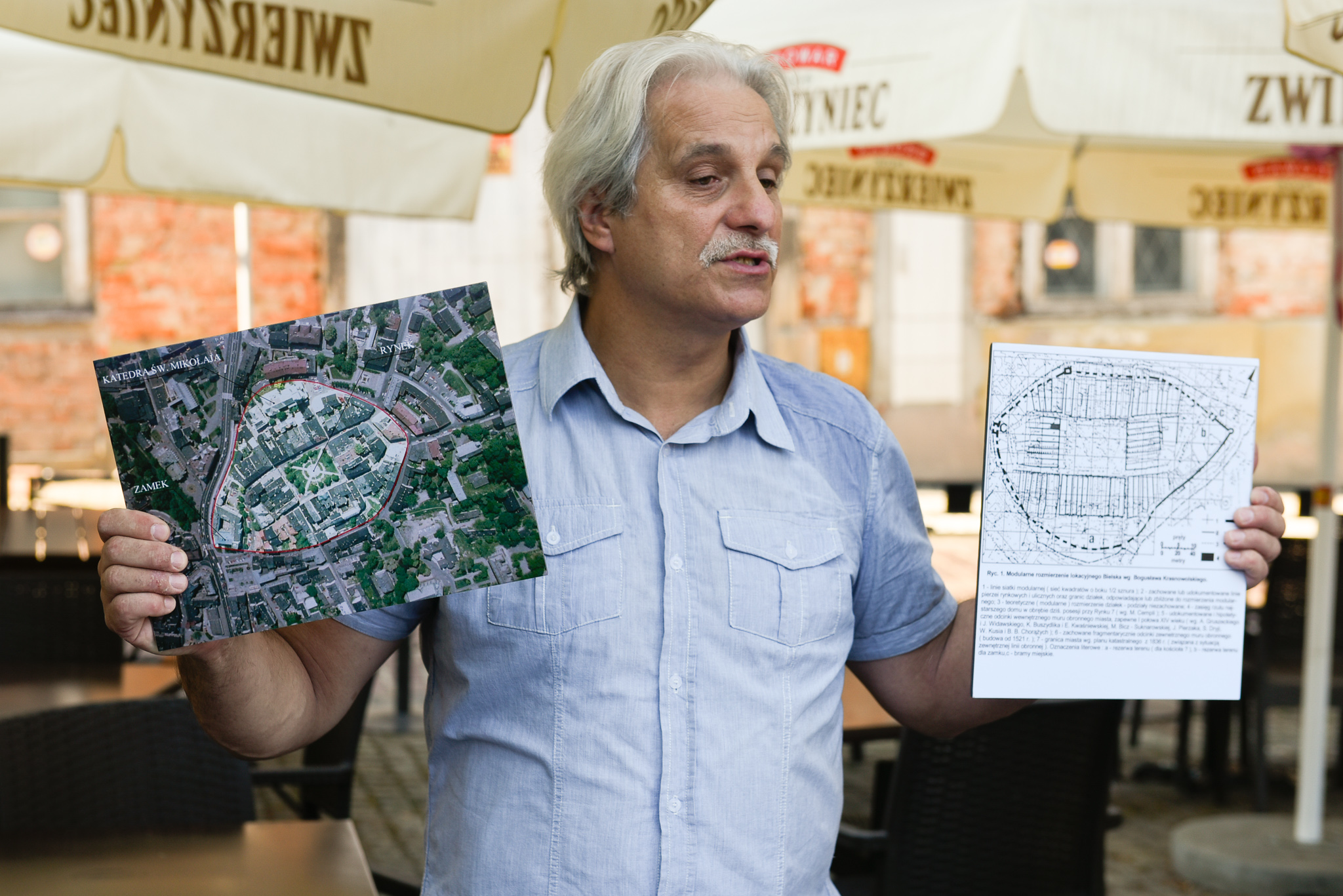
dr Bogusław Chorąży opowiadający o historii Bielska

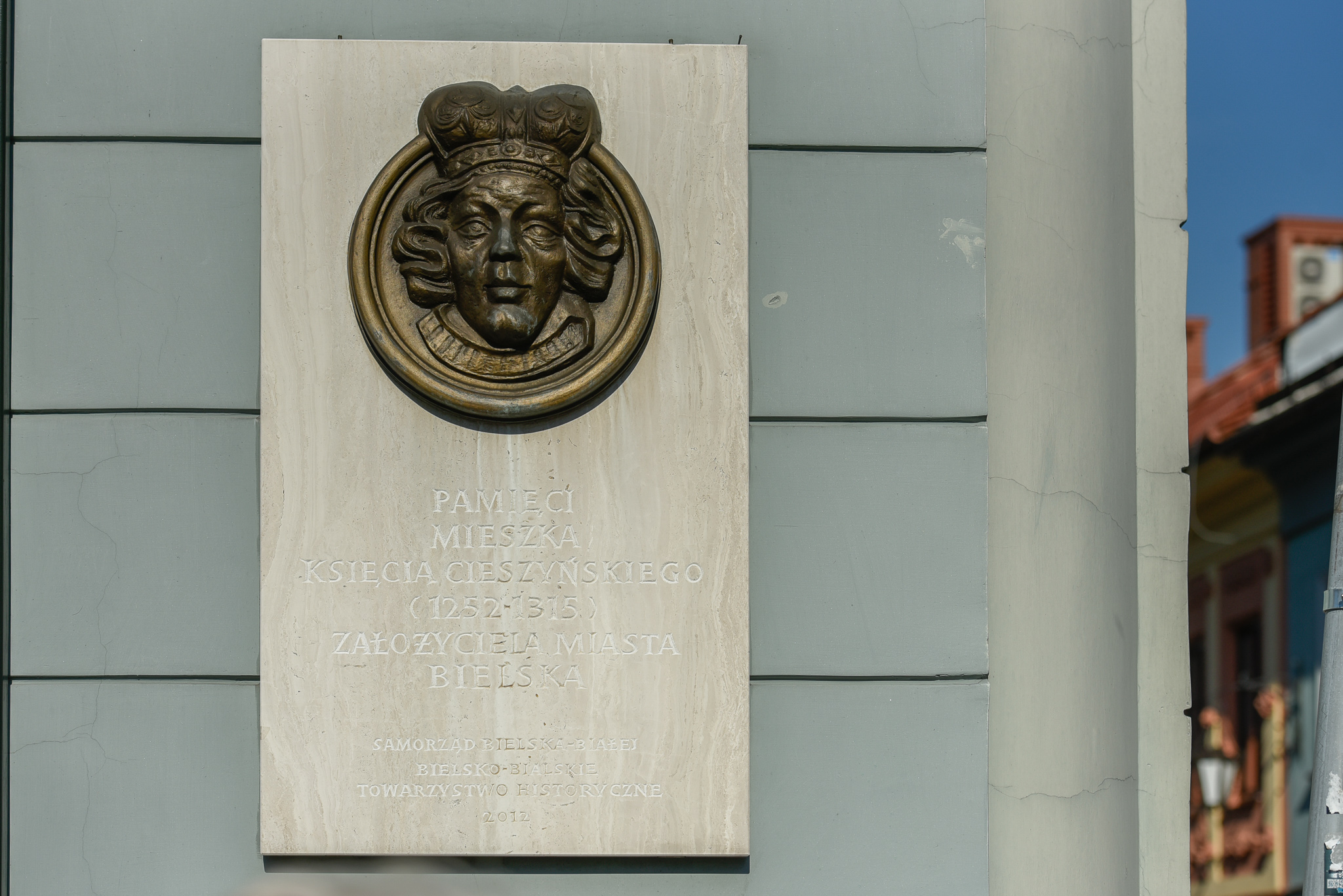
Tablica upamiętniająca Mieszka cieszyńskiego, założyciela Bielska

Bielsko-Bialskie Towarzystwo Historyczne – stowarzyszenie założone w 2011 roku przez mieszkających w Bielsku-Białej historyków oraz inne osoby interesujące się szeroko rozumianą historią Bielska-Białej, w tym historią architektury, życia gospodarczego, kulturalnego, społeczno-politycznego. Głównym celem Stowarzyszenia jest badanie dziejów miasta oraz popularyzowanie jego historii wśród mieszkańców. Realizowany jest poprzez inspirowanie i prowadzenie badań naukowych oraz podejmowanie inicjatyw o charakterze popularnonaukowym, zmierzających do poszerzania wiedzy historycznej wśród mieszkańców Bielska-Białej.

## Zakres działalności Bielsko-Bialskiego Towarzystwa Historycznego
Zasadniczym elementem działalności członków Bielsko-Bialskiego Towarzystwa Historycznego są badania naukowe nad dziejami Bielska-Białej, a ich najważniejszym owocem są publikacje w postaci książek i artykułów zamieszczanych w periodykach naukowych, a także prasie lokalnej. Na przestrzeni całego okresu istnienia Bielsko-Bialskiego Towarzystwa Historycznego jego członkowie przygotowali i opublikowali kilkanaście prac naukowych w postaci publikacji książkowych bądź artykułów.
Bielsko-Bialskie Towarzystwo Historyczne wydaje własny periodyk naukowy pod nazwą „Bielsko-Bialskie Prace Historyczne”, ich pierwszy tom ukazał się w 2014 roku i zawierał materiały z konferencji poświęconej 700 rocznicy założenia miasta Bielska.
BBTH było współorganizatorem kilku konferencji naukowych, wpisujących się w obchody ważnych dla kraju i miasta rocznic. Na tych konferencjach swoje referaty wygłaszali członkowie towarzystwa oraz zaproszeni goście ze świata nauk historycznych. Były to konferencje o następującej tematyce:
„Siedem wieków Bielska-Białej” we współpracy z Akademią Techniczno-Humanistyczną (30-31.05.2012), zorganizowana z okazji obchodów 700-lecia wydania najstarszego znanego dokumentu dotyczącego Bielska,
„Bielsko-Biała: historia-kultura-sztuka” (16.02.2015), we współpracy z Akademią Techniczno-Humanistyczną w Bielsku-Białej,
„Z przeszłości Bielska-Białej: Biała” (1-2.10.2017), we współpracy z bielskim oddziałem Archiwum Państwowego w Katowicach,
„Bielsko i Biała w czasie drugiej wojny światowej” (1-2.09.2019), we współpracy z Muzeum Okręgowym w Bielsku-Białej,
„Bielsko-Biała: historia-kultura-sztuka. Druga edycja” (13-14.10.2021) we współpracy z Akademią Techniczno-Humanistyczną w Bielsku-Białej.
Staraniem członków Bielsko-Bialskiego Towarzystwa Historycznego została wmurowana w ścianę jednej z kamienic na rynku bielskim tablica pamiątkowa księcia Mieszka cieszyńskiego, założyciela Bielska. Uroczystego jej odsłonięcia dokonano w dniu 1 czerwca 2012 roku, z udziałem ówczesnego Prezydenta Bielska-Białej Jacka Krywulta.
Towarzystwo w 2018 roku wydało również własnym nakładem okolicznościową pocztówkę z okazji setnej rocznicy odzyskania przez Polskę niepodległości.
Bielsko-Bialskie Towarzystwo Historyczne było współorganizatorem konkursu na wspomnienia o Bielsku-Białej w okresie od 1945 roku do czasów współczesnych. Wynikiem tego konkursu było zebranie i wydanie w postaci książki kilkunastu wspomnień mieszkańców Bielska-Białej, w tym wspomnień jednego z członków BBTH. Książka „Bielsko-Biała wczoraj” została wydana w 2017 roku, a jej redaktorem był dr Jerzy Polak.
Bielsko-Bialskie Towarzystwo Historyczne jest znane ze swojej działalności popularyzatorskiej. Niemal od samego początku członkowie towarzystwa prowadzą otwarte wykłady w ramach „Historycznych Czwartków” w Książnicy Beskidzkiej, na różne tematy, dotyczące nie tylko historii lokalnej, ale innych zagadnień.
Inną formą edukacji historycznej są również wycieczki po wybranych fragmentach miasta bądź wycieczki tematyczne dotyczące konkretnych aspektów historii, np. gospodarki miejskiej czy architektury. Wycieczki te połączone są z wykładem na dany temat. BBTH przy ich organizacji współpracuje także z lokalnymi podmiotami jak Stowarzyszenie Olszówka.
Największą popularnością cieszą się wycieczki po peryferyjnych dzielnicach miasta, charakteryzujących się atrakcyjnymi walorami przyrodniczymi, np. do Lasu Cygańskiego.
Innym sposobem zachęcania mieszkańców Bielska-Białej do poznawania własnej historii są również gry uliczne o charakterze edukacyjnym, podczas których odtwarzany jest wybrany fragment dziejów. Pierwszą taką grą była gra „Z pamiętnych dni – listopad 1918 roku w Bielsku i Białej”, która odbyła się w 2011 roku. Rok później odbyła się gra pod tytułem „Polskie drogi do niepodległości w Bielsku i Białej – 1902-1918”, również będąca częścią obchodów Święta Niepodległości.
Bielsko-Bialskie Towarzystwo Historyczne działa również w sferze medialnej, czego przykładem są liczne realizacje filmów dokumentalnych, przedstawiających wybrane epizody historii miasta. Osobami aktywnie działającymi na tym polu są Jacek Kachel i Wojciech Kominiak.
Od 2020 roku na antenie Radia Bielsko swój stały program, poświęcony historii prowadzi dr Maciej Bujakowski. Audycja w głównej mierze poświęcona jest historii regionalnej oraz dziedzictwu niematerialnemu.
Bielsko-Bialskie Towarzystwo Historyczne od samego początku swojej działalności współpracuje z innymi instytucjami działającymi na terenie Bielska-Białej, w szczególności takimi jak: Muzeum Okręgowe, Urząd Miejski w Bielsku-Białej oraz Akademia Techniczno-Humanistyczna czy stowarzyszenia lokalne, jak „Dom Polski”, Związek Strzelecki „Strzelec”.

## Najważniejsze publikacje członków Bielsko-Bialskiego Towarzystwa Historycznego
„Dom Polski w Bielsku 1902-1952” – Jerzy Polak,
„Z badań nad dziejami Bielska-Białej od XIII do XX wieku” – Jerzy Polak,
„Zarys dziejów Lipnika” – Jerzy Polak,
„Dzieje Mikuszowic Krakowskich” – Jerzy Polak,
„Cmentarz ewangelicki w Białej” – Ewa Janoszek (we współpracy z Moniką Zmełty),
„Architektura przemysłowa w Bielsku i Białej w latach 1806–1939” – Ewa Janoszek,
„Bielsko i Biała podczas II wojny światowe – wybrane aspekty” – praca zbiorowa pod redakcją Macieja Bujakowskiego i Grzegorza Madeja,
„Bielsko i Biała w czasie drugiej wojny światowej na starych zdjęciach” – Wojciech Kominiak i Wiesław Dziubek,
„Kalendarium Bielska-Białej 1956-1989” – Maciej Bujakowski,
„Życie według wartości. Żydowscy liberałowie, ortodoksi i syjoniści w Bielsku-Białej” – Jacek Proszyk,
„Niemieckie fortyfikacje linii b2 z lat 1944–1945. Imielin – Bielsko-Biała – Żywiec – Zwardoń” – Dominik Kasprzak, Marcin Kasprzak,
„Państwowe Gimnazjum i Liceum im. Marszałka Józefa Piłsudskiego w Bielsku (1919-1939") – Paweł Bӧttcher,
„Był rok 1951” – Jacek Kachel,
„Sekrety Bielska-Białej” – Jacek Kachel,
„Bitwa nad Białą, w cieniu wielkiej wojny” – Jacek Kachel,
„Bielsko-Bialskie Prace Historyczne” tom I, wydany w 2014 roku, zawierający materiały z konferencji poświęconej siedemsetnej rocznicy założenia Bielska,
„Czytanie miasta. Bielsko-Biała jako kulturowy palimpset” – książka zawierająca materiały z konferencji „Bielsko-Biała: historia – kultura – sztuka”,
„Poczta na Śląsku Cieszyńskim do 1918 roku” – Janusz Manterys,
„Austro-Węgierskie poczty polowe na ziemiach polskich w czasie I wojny światowej” – Janusz Manterys,
„Hałcnów od A do Z. Szkice z historii i współczesności” – Wojciech Kominiak.

## Władze BBTH
Bielsko-Bialskie Towarzystwo Historyczne działa na podstawie statutu uchwalonego w 2011 roku. Zgodnie z jego zapisami, bieżącymi pracami stowarzyszenia kieruje zarząd,
wybierany przez walne zgromadzenie członków, który tworzą: Prezes Honorowy, Prezes, Wiceprezesi, skarbnik, sekretarz i członek. Kadencja władz BBTH (z wyjątkiem prezesa honorowego, wybranego na czas nieokreślony) trwa trzy lata.
Prezesem honorowym jest od samego początku dr Jerzy Polak, historyk, pełniący kiedyś funkcję dyrektora Muzeum Okręgowego, wybitny specjalista dziejów miasta, autor wielu opracowań naukowych (np. monografie kilku dzielnic miasta, współudział w opracowaniu monografii Bielska-Białej, wiele artykułów publikowanych w lokalnych periodykach naukowych).
W skład pierwszego zarządu wybranego w 2011 roku weszli: dr Jerzy Polak – prezes honorowy, dr Bogusław Chorąży – prezes (pracownik Muzeum Okręgowego w Bielsku- Białej), Wojciech Kominiak – wiceprezes, dr Ewa Janoszek – skarbnik oraz Jacek Kachel – sekretarz. Dwa lata później, w związku z rezygnacją dotychczasowego prezesa, przeprowadzono zmiany w składzie zarządu, powierzając funkcję Prezesa dr Ewie Janoszek oraz wybierając Leszka Buzderewicza na skarbnika.
W 2014 roku po upływie pierwszej trzyletniej kadencji władz wybrano drugi zarząd BBTH w składzie: dr Ewa Janoszek – prezes, Jakub Krajewski i Przemysław Czernek – wiceprezesi, Dominik Kasprzak – sekretarz i Leszek Buzderewicz – skarbnik.
Trzeci zarząd BBTH został wybrany po upływie kolejnych trzech lat, czyli w 2017 roku. Tym razem w jego skład weszli: dr Maciej Bujakowski – prezes, Rafał Hojczyk – wiceprezes, Paweł Bӧttcher – sekretarz, Mariusz Olszowski – skarbnik.
Obecne władze BBTH zostały wybrane w 2020 roku. W skład zarządu wchodzą: dr Maciej Bujakowski, Joanna Gruszka, Wojciech Kominiak, Paweł Bӧttcher, Mariusz Olszowski oraz dr Jerzy Polak. Niezmiennie prezesem honorowym pozostaje dr Jerzy Polak.
Drugim organem Bielsko-Bialskiego Towarzystwa Historycznego jest komisja rewizyjna. Na przestrzeni ostatnich dziesięciu lat jej pracami kierowali: Jacek Zachara i Jakub Krajewski.